# Bernard-Henri Lévy
Pour les articles homonymes, voir Lévy et BHL.
Œuvres principales
- La Barbarie à visage humain
- Le Testament de Dieu
- L'Idéologie française
- Le Diable en tête
- Les Derniers Jours de Charles Baudelaire
- Le Siècle de Sartre
- Qui a tué Daniel Pearl ?
- Ennemis publics
- L'Esprit du judaïsme

Bernard-Henri Lévy, souvent désigné par ses initiales BHL, né le 5 novembre 1948 à Béni Saf (Algérie française), est un écrivain, philosophe, cinéaste, homme d'affaires et chroniqueur français.
À partir de la parution de son premier essai, La Barbarie à visage humain en 1977, il est une figure influente de la scène politique et médiatique française, à travers son implication dans de nombreux sujets politiques.
Il est l'auteur de nombreux ouvrages sur la judaïté, l'identité, le sionisme, les intégrismes religieux, l'art, l'antisémitisme, l'esprit baudelairien, dont il se réclame, les États-Unis et l’intervention militaire de 2011 en Libye, lors de laquelle il apparaît comme une figure active prééminente sur la scène internationale, tout comme lors des guerres de Yougoslavie et l'intervention russe en Ukraine.
Personnage controversé, il fait l'objet de très nombreuses critiques.

## Origines

### Famille
Bernard-Henri Lévy est issu d'une famille juive séfarade d'Algérie.
L'un de ses arrière-grands-pères maternels était le rabbin de la ville de Tlemcen, à l'ouest du pays. Son père, André Lévy (1920-1995), est originaire de Mascara et, à 18 ans, s'engage pour la défense de l'Espagne républicaine avant de combattre au sein du 2e bataillon de marche, sous les ordres du général Diego Brosset. Sa mère est née Dina Siboni. Il a un frère, Philippe, et une sœur, Véronique, convertie au catholicisme, baptisée le 7 avril 2012 et auteur du livre Montre-moi ton visage. Après avoir passé plusieurs années au Maroc, alors protectorat français, sa famille s'installe en France, à Neuilly-sur-Seine, en 1954.
En 1946, son père s'installe à Casablanca dans le quartier d'Anfa et fonde au Maroc la Becob, une société d’importation de bois précieux africains et de résineux (de Finlande, d'URSS ou de Roumanie) ; sa mère vend ses parts à la société Pinault Bois et Matériaux, filiale au groupe Pinault-Printemps-Redoute, qui devient plus tard Kering en 1997 pour 750 millions de francs français,. Après la vente de l'entreprise, Bernard-Henri Lévy est resté actionnaire et administrateur de plusieurs sociétés. Il est à la tête de la société civile immobilière Finatrois. Ancien actionnaire de la société de production de cinéma Les Films du lendemain, il a cédé ses parts dans cette société pour un euro symbolique, au début de l'année 2013, à sa présidente, Kristina Larsen. Il garde de cette époque une amitié avec Claude Berda. En 1996, le magazine économique Challenges classe la famille Lévy comme 187e plus grosse fortune française avec 455 millions de francs.
En septembre 1974, il a une fille de sa première union avec le mannequin Isabelle Doutreluigne (1949-2004) : Justine Lévy. Ils divorcent en 1974. Après s'être rendue coupable de cambriolages pour financer son addiction à l'héroïne, Isabelle Doutreluigne est incarcérée et ne reprendra pas la garde de sa fille.
Le 9 mai 1980, il épouse Sylvie Bouscasse, éditrice. François Mitterrand est témoin de mariage. De leur union naît la même année un fils prénommé Antonin-Balthazar-Solal. Ils divorcent quelques années plus tard.[réf. souhaitée]
Le 19 juin 1993, il épouse l'actrice Arielle Dombasle à Saint-Paul-de-Vence, un an après qu'elle eut joué au théâtre de l'Atelier sa pièce Le Jugement dernier[réf. souhaitée].
En février 2011, dans le magazine Harper's Bazaar, l'artiste millionnaire Daphne Guinness, riche héritière du brasseur irlandais, révèle une relation de cinq ans avec Bernard-Henri Lévy, après qu'ils ont été surpris à Nice en juin 2010 par des paparazzi. Il écrit pour elle le dialogue du personnage qu'elle joue dans le film The Legend of Lady White Snake. La liaison prend fin en 2013.

### Études
Il fait ses études secondaires au lycée Pasteur de Neuilly, puis deux années de classes préparatoires au lycée Louis-le-Grand. Elève de l'Ecole normale supérieure (1968L), il est reçu 8e à l’agrégation de philosophie en 1971.

## Politique
Il fait partie jusqu’en 1976 des conseillers de François Mitterrand au sein du « Groupe des Experts » où il siège en compagnie de personnalités politiques comme Michel Rocard, Laurent Fabius ou Édith Cresson. François Mitterrand évoque le jeune Bernard-Henri Lévy en ces termes dans son livre L'Abeille et l'Architecte :

« J’ai connu Bernard-Henri Lévy alors qu’il venait d’entrer à Normale supérieure. Je me flatte d’avoir pressenti en ce jeune homme grave le grand écrivain qu’il sera. Un danger le guette : la mode. Mais la souffrance, amie des forts, le sauvera. Tout l’y prépare. Je ne m’inquiète pas de ce goût de plaire qui l’habite et l’entraîne aujourd’hui hors de son territoire. Quand il s’apercevra qu’il possède en lui-même ce qu’il cherche il reviendra à sa rencontre. Le voudrait-il qu’il n’échapperait pas au feu qui le brûle. Il a déjà dans le regard, ce dandy, de la cendre. Peut-être me trompé-je, peut-être cédera-t-il aux séductions du siècle au-delà du temps qu’il faut leur accorder. J’en serais triste. J’accepte qu’il dépense encore beaucoup d’orgueil avant de l’appeler vanité. J’ai apporté de France avec moi La Barbarie à visage humain que j’annote pour mes chroniques. C’est, à l’image de son auteur, un livre superbe et naïf. Superbe par le verbe, le rythme intérieur, l’amère certitude qu’il n’est qu’incertitude. Naïf par l’objet de sa quête, qui le fuit dès qu’il en approche. […] Bernard-Henri Lévy, caressé, adulé, propulsé, trituré par les médias, adieu sourire de connivence, geste ailé d’une main amie, adieu langage à demi-mot ? Non, au revoir. »

La controverse, ouverte par Gilles Deleuze lors de la sortie de La Barbarie à visage humain, reprend avec plus d’ampleur avec la sortie du Testament de Dieu.
La critique des erreurs historiques par l'historien Pierre Vidal-Naquet sert au philosophe Cornelius Castoriadis pour relever « l'imposture » philosophique du « nouveau philosophe » proclamé tel par le numéro « historique » des Nouvelles littéraires. Castoriadis dénonce dans Le Testament de Dieu des objectifs inhérents au souci du profit financier et de l’intérêt personnel :

« Que l’industrie des médias fasse son profit comme elle peut, c’est, dans le système institué, logique : son affaire, c’est les affaires. Qu’elle trouve des scribes sans scrupule pour jouer ce jeu n’est pas étonnant non plus. Mais tout cela a encore une autre condition de possibilité : l’attitude du public. Les « auteurs » et leurs promoteurs fabriquent et vendent de la camelote. Mais le public l’achète — et n’y voit que de la camelote, des fast-foods. Loin de fournir un motif de consolation, cela traduit une dégradation catastrophique, et qui risque de devenir irréversible, de la relation du public à l’écrit. Plus les gens lisent, moins ils lisent. Ils lisent les livres qu’on leur présente comme « philosophiques » comme ils lisent les romans policiers. En un sens, certes, ils n’ont pas tort. Mais, en un autre sens, ils désapprennent à lire, à réfléchir, à critiquer. Ils se mettent simplement au courant, comme l’écrivait L’Obs il y a quelques semaines, du « débat le plus chic de la saison ». »

L'historien Gérard Noiriel voit en eux « des philosophes possédant les titres requis pour pouvoir être considérés comme des « penseurs » (normaliens et agrégés de philosophie), mais [qui sont] davantage attirés par le journalisme que par la recherche, [qui] se lancent dans la publication d'essais grand public qui rencontrent d'emblée un fort succès dans les médias ». Il estime que « ce n'est évidemment pas la profondeur de leur pensée qui explique [leur] succès médiatique [mais le] fait que les thèses anticommunistes qu'ils défendent sont en phase avec les discours dominants ».
L'historien François Cusset observe que « l'opération s'apparente à une mise au pas du champ intellectuel. Car Lévy semble plus hargneux envers l'« idéologie du désir » deleuzo-guattarienne qu'à propos des camps soviétiques ».
Le philosophe Bruno Jeanmart et le journaliste Richard Labévière ont écrit en 2007 Bernard-Henri Lévy ou la règle du Je, un ouvrage destiné à justifier, auprès des étudiants, l'absence de Bernard-Henri Lévy dans le programme de l'agrégation de philosophie. À la suite de l'analyse de ses œuvres, ils y dénoncent l'absence de concepts, outils de base dans la démarche philosophique, et affirment qu'il aurait davantage un rôle d'essayiste que de philosophe et qu'« il n'y a pas de pensée chez ce penseur ».
En 1985, la CIA note dans l'un de ses rapports que l'influence de Bernard-Henri Lévy et des « nouveaux philosophes », devenus « des personnalités médiatiques à sensation » grâce aux « émissions de télévision et de radio à teneur intellectuelle dont les Français raffolent », avait contribué à gagner la bataille de l'opinion en France. Ce « climat » permettrait notamment de couvrir le soutien des États-Unis à des dictatures et groupes paramilitaires anti-communistes en Amérique centrale.
En 1991, il publie un essai en forme de dialogue fictif avec quelques-uns des grands écrivains et philosophes du XXe siècle, parmi lesquels Sartre et Aron, qui s'étaient unis en 1979 pour plaider la cause des Boat people.
Contre la purification ethnique au Kosovo et, surtout, contre l’islamisme radical, Lévy publie en octobre 1994 La pureté dangereuse chez Grasset. Son combat pour les intellectuels de Bosnie-Herzégovine se poursuit et débouche sur la publication en février 1996 du livre Le Lys et la Cendre, Journal d'un écrivain au temps de la guerre de Bosnie, dans la même maison.
En 1997, il réalise au Mexique un film de fiction, Le Jour et la Nuit, mettant en scène son épouse Arielle Dombasle, mais aussi Alain Delon, Lauren Bacall et Karl Zéro. Le scénario fut coécrit par Bernard-Henri Lévy et Jean-Paul Enthoven. Ce film fut un fiasco retentissant tant critique que public (73 147 entrées après deux mois d'exploitation), et demeure à ce jour sa seule tentative de cinéma de fiction. Face à cet échec, BHL regretta en particulier « d'avoir été mégalo » et d'avoir fait « trop grand, trop fort, trop beau, trop tout ». Les Cahiers du cinéma l'ont qualifié de « plus mauvais film français depuis des décennies », et ont regretté que de l'argent du cinéma mexicain soit allé à ce film plutôt qu'à des cinéastes mexicains « qui auraient mieux su l'utiliser ». Ce film est depuis régulièrement cité parmi les plus mauvais de l'histoire du cinéma, y compris à l'étranger.
En juin 2000, il collabore avec les philosophes Alain Finkielkraut et Benny Lévy, à l'Institut d'études lévinassiennes, à Jérusalem, sur la pensée et l'œuvre du philosophe Emmanuel Levinas.
Son livre Qui a tué Daniel Pearl ?, publié en 2003, est un « best-seller » selon Le Parisien, qui précise : « 129 200 exemplaires vendus en huit mois » en France.
L'ouvrage remporte un succès auprès du public aussi bien qu'auprès de la critique. « C’est rare et cela mérite d’être souligné, Bernard-Henri Lévy semble faire l’unanimité avec son dernier livre Qui a tué Daniel Pearl ? », constate Bernie Stico dans France-Soir.
Le livre est cependant critiqué par des spécialistes comme William Dalrymple pour ses erreurs factuelles, ainsi que pour le manque de rigueur et de compétences sur le sujet de son auteur.
Toutefois Ruth et Judea Pearl, les parents de Daniel Pearl, écrivent dans une réponse au Los Angeles Times, parue en octobre 2003, à propos de Bernard-Henri Lévy : « nous applaudissons son courage, sa sincérité et les risques personnels qu’il a pris en retraçant les pas et en produisant le premier livre d’investigation sur le meurtre de notre fils ». Par ailleurs, la Fondation Daniel Pearl, en association avec le Los Angeles Press Club, a attribué en mai 2023 le prix Daniel-Pearl à Bernard-Henri Lévy, « pour son courage et son intégrité dans le journalisme ».
Début 2006, il publie aux éditions américaines Random House son livre sur les États-Unis, American Vertigo, parution précédée d'une tournée de conférences dans ce pays. En France comme outre-Atlantique, l’ouvrage, à quelques exceptions près, est accueilli par une douche froide et décrit comme une enfilade de clichés,.
En octobre 2007, BHL publie un livre sur le Parti socialiste, Ce grand cadavre à la renverse (Grasset). L'auteur commence son ouvrage en indiquant que Nicolas Sarkozy lui a demandé de le soutenir lors de la dernière élection présidentielle. BHL précise qu'il a refusé parce qu'il fait partie de la gauche, ce qui le conduit à définir la gauche tout en indiquant l'évolution dangereuse qui lui semble être la sienne. La gauche se définit, selon l'auteur, comme le courant politique auquel appartiennent ceux qui sont anticolonialistes, portent un jugement positif sur Mai 68, négatif sur Vichy et qui se reconnaissent dans le combat des dreyfusards. La gauche connaît une évolution qui la conduit, selon Bernard-Henri Lévy à devenir antiaméricaine de façon trop systématique, à se détourner de l'idée de liberté, à devenir complaisante à l'égard d'Al-Qaïda et du Hamas, à cesser d'être universaliste ou internationaliste, devenant chauvine. Ses ennemis de gauche sont « tous suspects de fascisme, tous excommuniés ».[réf. nécessaire] Libération précise ironiquement « Évidemment, c'est un peu au bazooka ».
Depuis le début de l'année 2007, BHL est actionnaire et membre du conseil de surveillance du journal Libération.
Lors de la guerre d'Ossétie du Sud de 2008, BHL se rend en Géorgie en août 2008, publiant le récit de son voyage dans deux pages « Témoignages » du Monde.
Un article de Rue89 montre que son témoignage est imprécis, notamment grâce à plusieurs témoignages (dont celui de l'eurodéputée Marie-Anne Isler-Béguin). Son compagnon de voyage, Raphaël Glucksmann, le soutient vigoureusement dans un droit de réponse publié par Rue89, le 23 août 2008.
En 2008, il prendra parti auprès du journaliste Claude Askolovitch et en opposition à l'humoriste Guy Bedos dans l'affaire Siné.
Lors de la guerre de Gaza de 2008-2009, BHL se rend en Israël, publiant le récit de son voyage dans le JDD. Dans cet article, il constate que la bande de Gaza, évacuée par Israël en 2005 et soumise depuis à un blocus humanitaire, est devenue non l'embryon de l'État palestinien tant espéré, mais « une base militaire avancée ». Il accuse la désinformation du « village médiatique planétaire » en rappelant l'affaire du « génocide » de Jénine où les 500 victimes palestiniennes annoncées initialement dans la presse seront en définitive chiffrées à 52. Il conteste également la « rumeur » du blocus humanitaire, blocus pourtant confirmé par des organismes internationaux. Mais surtout il témoigne du réel désir de paix de responsables israéliens et palestiniens en particulier Ehud Olmert et Moustafa Barghouti. Ce témoignage sera qualifié par Acrimed de « tract de propagande ».
À partir de 2009, il s'engage très activement dans la campagne qui réunit nombre de politiciens et intellectuels de la gauche française protestant contre l'extradition de l'ancien terroriste italien d'extrême gauche Cesare Battisti condamné pour quatre homicides dans la péninsule,. Il soutient alors que l'activitiste a été « accablé par un repenti ayant négocié l’absolution de ses crimes contre un témoignage ». En 2019, Battisti reconnaîtra avoir participé à deux assassinats et en avoir commandité deux autres.
Le 29 septembre 2009, Bernard-Henri Lévy apporte son soutien à Roman Polanski, réalisateur arrêté le 26 septembre 2009 à Zurich en Suisse pour viol sur mineure en 1977. BHL, selon ses propos, considérait que c'était un scandale d’arrêter un homme plus de trente ans après les faits, que cela n'avait pas de sens. Il fait d'ailleurs signer une pétition sur son site,.
Dans son ouvrage De la guerre en philosophie paru en février 2010, il cite les réflexions du philosophe Jean-Baptiste Botul, alors que celui-ci est un personnage fictif inventé par le journaliste Frédéric Pagès. Ce dernier évoque un « grave accident philosophique qui pourrait compromettre la suite de sa carrière » mais constate toutefois que « même pris en flagrant délit de lecture hâtive ou de fiche mal digérée, [BHL] est fêté par les télés, choyé par les radios, encensé par les journaux ». L'affaire est révélée par Aude Lancelin dans l'Obs. BHL est la risée de la presse étrangère, mais défendue par Ségolène Royal dans Le Monde.
L'Express rapporte par ailleurs fin mars 2010 que « Les chiffres des ventes des deux ouvrages de Bernard-Henri Lévy De la guerre en philosophie et Pièces d'identité (Grasset), vendus respectivement à 5 500 et 3 500 exemplaires en un mois et demi, malgré un lancement médiatique sans précédent, sont d'autant plus bas qu'on peut les comparer aux récents best-sellers de ses « rivaux » Alain Finkielkraut et Alain Badiou, qui ont largement dépassé les 50 000 exemplaires ». Dans Pièces d'identité, il combat les souverainetés nationales et incite les politiciens à embrasser la loi du marché et la mondialisation, arguant que « l'anti-américanisme est une métaphore de l'antisémitisme ». Au nom de l'idée du « juif d'affirmation », il incite également les Juifs au repli communautaire tout en fustigeant les Juifs assimilés.
Le 7 juin 2010, dans un article du journal Libération, il déclare que « Mein Kampf est un best-seller en Turquie » et défend l'attaque israélienne du 31 mai 2010 contre des navires transportant de l'aide humanitaire vers Gaza,.
En 2011, il crée le prix Saint-Germain qui ne durera que deux ans.
Le 16 mai 2011, il apporte publiquement son soutien à Dominique Strauss-Kahn, qui venait d'être accusé de viol sur une employée d'hôtel. Il soutient ensuite Martine Aubry à la primaire socialiste. Toujours en mai 2011, Bernard-Henri Lévy est accusé avec Alexandre Adler, Caroline Fourest et quelques autres, d'être un intellectuel faussaire, selon le titre du livre de Pascal Boniface, qui consacre un chapitre à ce qu'il considère être les « multiples mensonges, contre-vérités » de ce dernier.
Le 9 novembre 2011 paraît son livre La guerre sans l'aimer (éditions Grasset), la chronique d'un écrivain et philosophe, devenu activiste et émancipateur d'un peuple, au cœur du « printemps libyen ». Il affirme le 11 novembre 2011 s'être engagé en Libye en tant que juif et sioniste : « J'ai porté en étendard ma fidélité à mon nom et ma fidélité au sionisme et à Israël »,.
En décembre 2011, la revue américaine Foreign Policy publie son classement des 100 personnalités les plus influentes au monde et Bernard-Henri Lévy figure, dans ce classement, à la 22e place.
Le 25 mai 2012, il présente au Festival de Cannes en sélection officielle, son film documentaire le Serment de Tobrouk sur la guerre en Libye qui mit fin au régime de Mouammar Kadhafi, projeté en séance spéciale et qui sera distribué aux États-Unis par Harvey Weinstein. La réception critique est négative parlant de « documentaire de propagande empreint d’autoglorification » et soulignant le « narcissisme » de l'auteur. Le nombre d'entrées en salles est très faible.
Dans l'exposition Les aventures de la vérité (en écho aux Aventures de la liberté), divisée en sept « séquences faisant référence aux stations de la Via Dolorosa à, Jérusalem » : La Fatalité des ombres, Technique du coup d'état, La Voie Royale, Contre-Être, Tombeau de la philosophie, La revanche de Platon et Plastèmes et philosophèmes, il réunit 126 œuvres autour de la philosophie en collaboration avec la Fondation Maeght,,.
Dans La Règle du jeu, revue qu'il a fondée et qu'il dirige, BHL fait l'objet d'une critique élogieuse de Baptiste Rossi ; dans Le Point, Nathalie Rheims titre : « BHL, le Magnifique », en référence au livre Gatsby le Magnifique de F. Scott Fitzgerald. Cependant, dans Rue89, le journaliste Laurent Calixte lui répond ironiquement : « Madame Rheims, vous n'appréciez Bernard Henri Lévy, ce n’est pas une raison pour nous infliger ce pamphlet ironique faussement flatteur et entièrement rédigé au second degré ! Toujours les mêmes moqueries sur sa « chemise blanche ouverte » ; toujours des phrases faussement emphatiques comme « Lui sait jusqu’où les hommes sont allés », toujours ces compliments qui font penser à ceux qu’on adressait à Kim Il-sung en Corée du Nord : « Il a cette capacité, cette hauteur de vue et aujourd’hui, peut-être un peu plus, cette sagesse, qui permettent à la pensée de ne pas disparaître complètement dans un monde qui pourrait facilement plonger dans l’obscurité », alors que Le Figaro évoque un « Jeff Koons de la philosophie » […] « général (qui) évoquerait ses prises à l'ennemi » critiquant le « panurgisme dans l'art ».
Le 1er août 2013, BHL est nommé citoyen d'honneur de Sarajevo pour ses prises de position pendant la guerre de Bosnie-Herzégovine de 1992-1995.
En octobre 2014, BHL décide de reprendre le théâtre en lançant tambour battant sa pièce Hôtel Europe au Théâtre de l'Atelier, avec Jacques Weber dans l'unique rôle. Très commentée dans les médias, la pièce reçoit la visite de Manuel Valls, François Hollande et Nicolas Sarkozy, ainsi que les éloges de ce dernier. La pièce est cependant jugée sévèrement par la critique : ainsi, dans Le Monde, Fabienne Darge souligne « la pauvreté de l'écriture », son « simplisme dénonciateur », sa « mise en scène indigente » et conclut en « se demandant comment la surface médiatique de certains personnages de notre petite comédie intellectuelle française peut être à ce point inversement proportionnelle à leur talent ». Le public ne suit pas, et la pièce est déprogrammée dès le 16 novembre au lieu du 3 janvier.

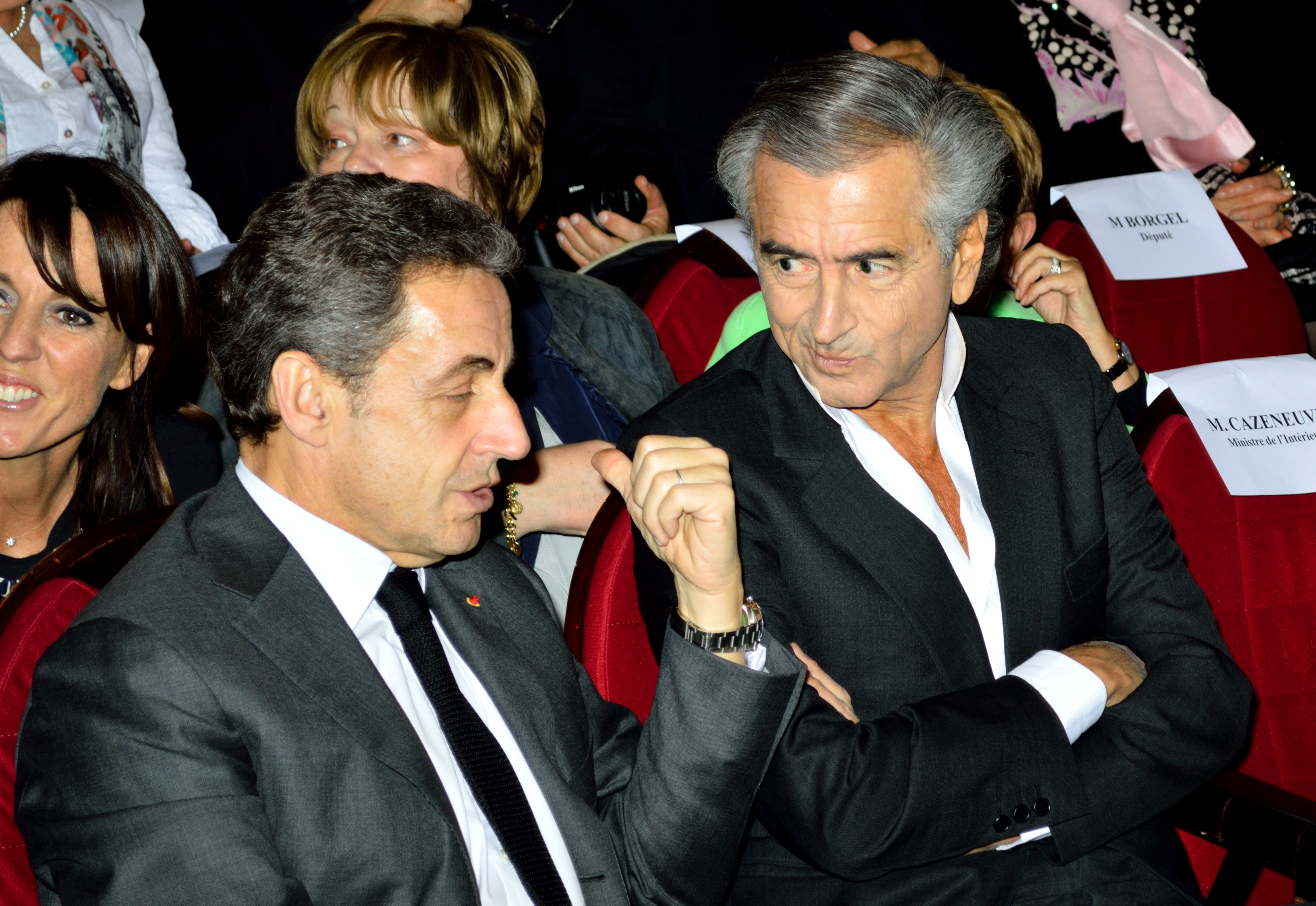
BHL avec Nicolas Sarkozy en 2015.

En 2014, il estime que « Nicolas Sarkozy serait le meilleur rempart au FN», et que « son retour ferait du bien à la France ».
Le 22 février 2015, il prononce un discours contre l'antisémitisme à la tribune de l'ONU, concluant son propos par : « Un monde sans Juifs, non, ne serait plus un monde ».
En juin 2016, Peshmerga, son film-documentaire de guerre sort, après avoir été programmé en sélection officielle par le Festival de Cannes. Tourné de juillet à décembre 2015 sur la ligne de front opposant les combattants kurdes, les Peshmergas, au groupe djihadiste Daech, le film présente, selon Le Monde, comme dans ses films précédents une vision du conflit « en noir et blanc » avec « d’un côté, les bons (les Bosniaques, les rebelles libyens, etc.), de l’autre, les méchants (les Serbes, Kadhafi…) ».
Le 29 septembre 2016, Bernard-Henri Lévy représente le Président François Hollande aux commémorations du massacre de Babi Yar en Ukraine, l’une des pires tragédies de la Shoah par balles : en 2 jours, les 29 et 30 septembre 1941, 34 000 Juifs furent assassinés par les nazis sur ce lieu-dit, un ravin près de Kiev.
En 2016, il se trompe deux fois en prévoyant successivement l'échec du Brexit et la défaite de Donald Trump.
Lors de la campagne présidentielle de 2017, après avoir en vain souhaité que François Hollande se représente, Bernard Henri-Lévy annonce son soutien à Emmanuel Macron, affirmant qu'en dépit de ses réserves, ce dernier lui apparaît comme « le meilleur moyen d’écarter ceux qui, dans la hargne ou l’amertume, naufragent la République ou ajournent le moment du sursaut ».
Le 16 mai 2017 il reçoit le titre de docteur honoris causa de la part de l'université Bar Ilan pour « plus de 40 ans de contribution influente au peuple juif et à sa nation »,. L'université Bar Ilan fait ainsi suite à celles de Tel Aviv et de Jérusalem, qui lui ont donné le titre en 2002 et 2008, respectivement,,.
Le 5 novembre 2018, Bernard-Henri Lévy joue seul en scène à New York, en avant-première, lors d’une unique représentation, sa pièce Looking for Europe, un plaidoyer pour la démocratie contre les populismes, selon lui. Le 12 octobre précédent, le Public Theater de New York, où se joue la pièce, a annoncé une vente « sold out » en une heure pour la représentation de Bernard-Henri Lévy. Le 6 novembre, Valeurs actuelles et 20 Minutes affirment que BHL, pour faire la promotion de sa pièce, a tweeté des propos louangeurs qu'il a attribue au journal The New Yorker alors qu'il s'agissait de propos qu'il avait lui-même tenus,.
Le 25 janvier 2019, paraît dans Libération, le « Manifeste des patriotes européens » lancé par Lévy. Trente écrivains internationaux, dont plusieurs Prix Nobel, ont répondu à son appel afin de « tirer la sonnette d'alarme sur la montée des dangers qui menacent l'Europe ».
Lévy entreprend une tournée théâtrale, du 6 mars au 22 mai 2019, dans une vingtaine de métropoles européennes (Milan, Barcelone, Amsterdam, Kiev, Prague, Budapest, etc.) pour présenter Looking for Europe. « Looking for Europe a marqué le débat para-électoral de ces dernières semaines », affirme Alexis Lacroix dans L'Express, faisant référence aux élections européennes de 2019. Dans sa pièce, BHL joue le rôle d'un intellectuel qui se prépare à faire un discours sur la paix. Il y défend l'Union européenne, et finit par une tirade où il plaide « l’élection au suffrage universel direct d’un président des États-Unis d’Europe »,,. Durant son périple dans les villes où la pièce s'est jouée, Looking for Europe a donné lieu à des débats entre Lévy et des dirigeants politiques à propos de l'avenir de l’Europe ; notamment à Vienne (Autriche), un débat avec Sebastian Kurz, le chancelier autrichien ; à Athènes avec Alexis Tsipras, le Premier ministre grec ; à Kiev avec Petro Porochenko, le président ukrainien ; à Budapest, avec Viktor Orban, le Premier ministre hongrois.
Enfin, le 21 mai 2019, Emmanuel Macron a reçu à l’Élysée Lévy avec des intellectuels signataires du « Manifeste des patriotes européens ». Parmi eux : l’Italien Claudio Magris, l’Espagnol Fernando Savater, l’Allemand Peter Schneider, le Polonais Adam Zagajewski.
Selon Acrimed, la pièce bénéficie « d’une couverture médiatique généreuse ». Par exemple, Anna Cabana dans Le Journal du dimanche souligne la qualité artistique de la pièce de Lévy et déclare : « On n’aurait pas dit qu’un jour BHL nous émouvrait. […] On le connaissait étincelant, engagé pour de vrai, le panache généreux. Mais jamais on ne l’avait trouvé touchant. » C'est « une flamboyante campagne contre les populismes », signale Roger-Pol Droit dans Les Échos. « À mi-parcours, tout s’est bien déroulé », selon Sylvain Courage dans L'Obs, « les salles sont remplies de sympathie ». Lorsque la tournée s’achève à Paris, au Théâtre Antoine, le 22 mai, Agathe Godard dans Paris Match constate : « BHL fait un triomphe. » Acrimed estime cependant que le succès de BHL est « mitigé », notant par exemple que deux représentations ont été annulées en Suisse, à Genève et à Lausanne, faute de public. Pascal Boniface, dans son blog sur Mediapart, juge que Looking for Europe suscite rire ou indignation des « critiques prenant leur travail au sérieux » et « indifférence totale du public ».

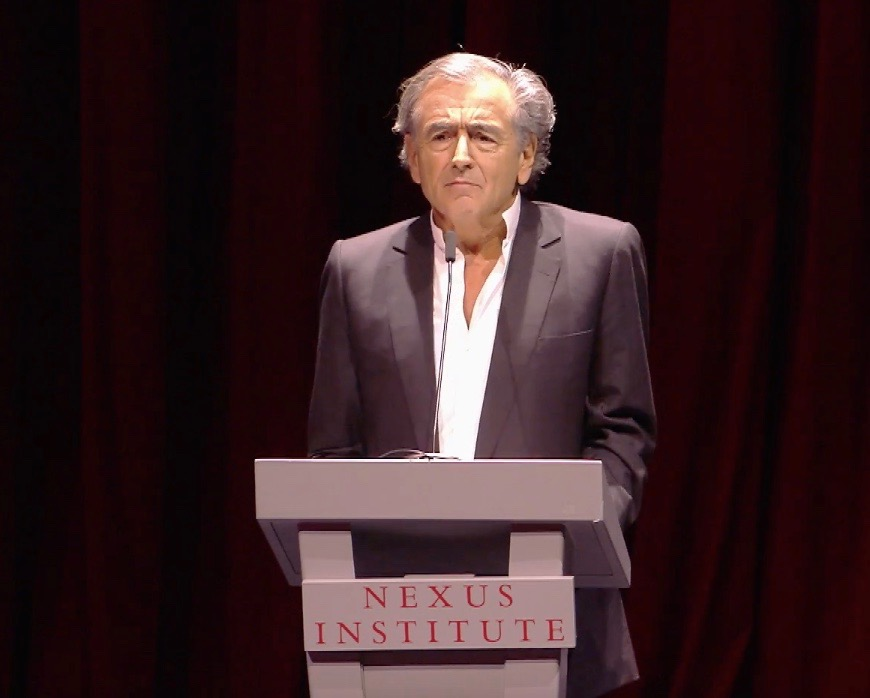
BHL en 2019.

En juin 2020, paraît chez Grasset un essai à propos de la pandémie du coronavirus intitulé Ce virus qui rend fou, dont il est dit que « Bernard-Henri Lévy s'essaie ici, en philosophe, à un bilan d'étape sur cette Première Peur mondiale qui a produit un réel plus invraisemblable que la fiction ».
Le 5 mai 2021, il publie, toujours aux éditions Grasset, Sur la route des hommes sans nom, basé sur ses nombreux reportages en zone de guerre, et défendant l'Internationalisme,,.
En septembre 2021, il est débouté de son recours contre le média Blast. L'essayiste réclamait la suppression d'un article selon lequel le Qatar lui aurait versé 9,1 millions d'euros pour promouvoir la guerre en Libye. Il fait appel de ce jugement,. En appel, l'article est jugé diffamatoire mais il n'y a pas de condamnation car le journal est jugé de bonne foi et l'article prudent : il n'affirme pas que le document est authentique, ni que BHL aurait effectivement touché cette somme.
En 2022 et 2023, il réalise avec Marc Roussel une série de trois documentaires consacrés à la guerre en Ukraine : Pourquoi l'Ukraine, Slava Ukraini et L'Ukraine au cœur.
En mars 2024, il publie Solitude d'Israël, un plaidoyer pour Israël dans sa lutte contre le Hamas, un livre qui fait suite à L'Esprit du judaïsme et à L’Empire et les cinq rois.
Le 8 janvier 2025, il publie le récit Nuit blanche aux éditions Grasset.
Claire Gatinois, une journaliste du Monde, signale qu'il évoque notamment dans ce livre ses échanges « avec un autre illustre insomniaque », Emmanuel Macron.
Précision de la journaliste : « De ces insomnies partagées entre le président de la République et le philosophe naît une correspondance sur Telegram, peut-être même une influence ». En effet, poursuit la journaliste, « par l’un de ces textos nocturnes, Bernard-Henri Lévy suggère au chef de l’État, quelques semaines après l’attentat du 7 octobre en Israël, de bâtir une coalition anti-Hamas sur le même modèle que celle visant l’organisation État islamique ».
En faisant lui-même allusion à cet incident dans Nuit blanche, Lévy écrit : « Les gens se font des films. Ils imaginent des conciliabules. Des visiteurs du soir. Des rapprochements idéologiques programmés. Alors qu’on est juste des frères en insomnie qui n’ont rien de mieux à faire, à partir d’une certaine heure, que d’échanger sur Telegram ». BHL relativise ainsi l’incident note la journaliste du Monde.
Le 13 mai 2025, il présente au Festival de Cannes son quatrième film documentaire sur l'Ukraine, co-réalisé avec Marc Roussel, Notre Guerre,, diffusé le 29 juin sur France 5. En juin 2025, il signe, aux côtés de Salman Rushdie, Sean Penn, Charlotte Gainsbourg ou encore Sting, un appel pour sauver les enfants d’Ukraine déportés en Russie.
Le 23 juin 2025 sur le plateau du Grand Oral des GGMO sur I24News, il qualifie Israël « d'emblème de l'anticolonialisme ».

## Influence
Il est l’un des fondateurs de l’association Action contre la faim en 1979,.
En 1985, il signe une pétition, parue dans le journal Le Monde, qui demandait au Congrès des États-Unis de reconduire l’aide américaine aux Contras.
En 2009, la revue américaine Foreign Policy lui attribue la 31e place des personnages les plus influents au monde, notamment devant Dominique Strauss-Kahn (33e), Esther Duflo (41e) et Jacques Attali (86e).
Le 11 mars 2011, il soutient activement la position française au sujet de la révolution libyenne, et appuie Nicolas Sarkozy sur la décision d'instaurer une zone d'exclusion aérienne au-dessus de la Libye. Il se rend à plusieurs reprises en Libye pour soutenir les rebelles face aux forces de Mouammar Kadhafi. À la suite de la prise de Tripoli par les rebelles, en août 2011, il déclare que « c'est une victoire, car Sarkozy a réalisé en Libye ce que Mitterrand n'avait pas fait en Bosnie ». Natalie Nougayrède du Monde commenta :

« Pour le philosophe, âgé de 63 ans, l'aventure libyenne est l'accomplissement de toute une vie. Il tient enfin le grand roman de la liberté. Après le calvaire de Sarajevo, après l'annulation de la visite de l'Afghan Massoud à Paris, après la non-ingérence armée au Darfour : la Libye, opération réussie ! BHL, en nouveau Byron romantique, s'est vu en émancipateur d'un peuple. En toute sincérité. BHL, porte-étendard libyen. »

L'intellectuel Jean-François Kahn condamnera par la suite sévèrement le rôle joué par BHL dans la crise libyenne. Il affirme notamment que : « BHL nous a entraînés dans la guerre en Libye dont nous payons aujourd'hui les conséquences, notamment au Mali. Nous attendons toujours son autocritique ».
Le 31 octobre 2014, Bernard-Henri Lévy se retrouve bloqué plus de quatre heures à l'aéroport de Tunis-Carthage en raison d'une manifestation contre sa venue. Plusieurs dizaines de Tunisiens sont venus l'accueillir à sa descente d'avion aux cris de « BHL Dégage ! » et « Non aux intérêts sionistes en Tunisie. » Les manifestants lui reprochent son intervention en Libye qui aurait semé le chaos dans la région et son soutien inconditionnel à Israël ; ils l'accusent de « haine contre les Arabes et les musulmans »,.
Le 31 mars 2015, il conduit une délégation de combattants kurdes au palais de l'Élysée, pour y rencontrer le président François Hollande et le ministre de la Défense, Jean-Yves Le Drian. Il organise le même jour un rassemblement de soutien aux Kurdes, au cinéma Le Saint-Germain-des-Près,.
En 2022, il prend position lors de l'invasion de l'Ukraine par la Russie en affirmant que « Vladimir Poutine est un terroriste d’État » qui doit être « jugé devant un tribunal pénal international », rappelant ses prises de positions lors de la Guerre à Sarajevo en 1992 ; il est de nouveau victime de moqueries sur la base de fausses accusations et photomontages.
En février 2025, le journal Libération affirme que Bernard-Henri Lévy est toujours « le cauchemar des diplomates » et le désigne comme « l’éminence grise d'Emmanuel Macron ». Le philosophe a notamment poussé le Président à se déclarer favorable à l’envoi de troupes françaises au sol en Ukraine.

## Fortune
En 2004, la fortune de Bernard-Henri Lévy s’élève officiellement à 150 millions d'euros.
Propriétaire de sept sociétés de gestion de patrimoine, immobilières et financières, sa fortune provient essentiellement de l'héritage de ses parents : au décès de son père André Lévy en 1995, son entreprise la Becob (société d'import-export de bois exotiques) réalise alors 450 millions d’euros de chiffre d’affaires, et Bernard-Henri en est déjà vice-président du conseil de surveillance. Deux ans plus tard, la famille Lévy cède les 76,9 % qu’elle détient dans la Becob à Pinault Bois et Matériaux, une filiale du groupe PPR (devenu aujourd’hui Kering), pour 49 millions d'euros, montant versé à la holding familiale « Finadeux » répartie entre les trois enfants d'André Lévy, rapidement absorbée par la nouvelle holding Finaquatre puis une autre baptisée BPL Finances (sigle pour Bernard et Philippe Lévy), qui fait l'objet d'opérations financières complexes.
Cette fortune a été complétée au fil des années par des placements boursiers, facilités par son intimité avec les grandes fortunes du CAC 40. Ses placements les plus notables comportent notamment Jaber’s Negoce (une société qui exporte sucre, farine ou riz vers l’Afrique), Sanotech (une chaîne de salles de sports à l’enseigne Bodyhit), les Éditions Darré (société d'un styliste proche d'Arielle Dombasle), ou encore le quotidien Libération.
En 2001, Bernard-Henri Lévy crée une nouvelle société aux initiales de son père, AL Industries, pour investir dans le rachat de Picard Surgelés aux côtés de divers fonds d'investissements, lui permettant d'empocher une plus-value de 2,3 millions d’euros de dividendes. En 1993, il crée « les Films du lendemain », une société de production cinématographique détenue pour moitié par la famille Levy et Artémis (holding de la famille Pinault), et qui a principalement servi à produire les films de son propriétaire, avant de déposer le bilan en 2012. En 2004, il crée avec Matthieu Tarot (le manager et producteur d’Arielle Dombasle) deux maisons de disques baptisées Tempest Music, destinées à produire les disques de son épouse, et qui seront liquidées quelques années plus tard.
Bernard-Henri Lévy est aussi un amateur d'immobilier. Son appartement parisien dans le quartier Saint-Germain est valorisé à 5,4 millions d’euros dans sa déclaration d’ISF pour 2009 ; cependant, lors d’un contrôle, le fisc estime que celui-ci vaut au moins 6,2 millions d’euros, et inflige un redressement fiscal à l'écrivain (l'appartement sera finalement revendu 7,1 millions d'euros en 2010, BHL ayant entre-temps acquis un autre pied-à-terre dans le quartier, et un second dans le quartier de l'Élysée). En 1998, BHL rachète à son ami Alain Delon le riad du « palais de la Zahia » pour 2 millions d’euros. Il acquiert ensuite une villa à Saint-Paul-de-Vence en 2002, qu'il revend en 2014 pour 4 millions d’euros. A Tanger, il rachète en 2000 un palais maure de 620 m2, qu'il fait redécorer par Andrée Putman.
En 2017, estimant avoir « trop de maisons dans le monde » et insuffisamment de temps à y passer, il se résout à vendre l'une de ses villas à Tanger pour 6 millions d'euros,.
Bernard-Henri Lévy est proche de nombreuses autres grandes fortunes françaises, comme Liliane Bettencourt (qui fut présente à son mariage), Jean-Luc Lagardère (dont il prononça l’éloge funèbre,), François Pinault (qui racheta l'entreprise familiale), Alain Minc, Jean-Baptiste Descroix-Vernier, Xavier Niel, Pierre Bergé, Françoise Bettencourt, Maurice Levy, Serge Weinberg, François Henrot ou encore Anne Méaux.

## Critiques

### Critiques d'ordre général
BHL est présenté par certains journalistes et philosophes comme un imposteur intellectuel. Ses détracteurs estiment que sa réussite ne serait due qu'à un réseau de connaissances bien organisé. Pour le journaliste Pierre Assouline, les réseaux de BHL sont « sa plus belle réussite ».
Dans l'ouvrage Les intellectuels faussaires (éditions JC Gawsewitch, mai 2011), Pascal Boniface écrit : « En tête de liste, il y a l’influent Bernard-Henri Lévy, alias BHL le « seigneur et maître des faussaires », dont le « moralisme se mue en maccarthysme », redoutable dans l’art d’exercer le « terrorisme intellectuel », alors même que ses fiascos retentissants disqualifieraient sur-le-champ bien moins omnipotent que lui ».

« Il m'est arrivé d'être amusé ou irrité, comme d'autres, par le comportement de BHL, par le mélange des genres savamment entretenu. Correspondant de guerre le lundi en Bosnie, regard sombre. Mariage princier à Saint-Paul-de-Vence, le dimanche, regard glamour. Tribune enflammée sur le Darfour, le mardi, dans Le Monde, et pages people en bonne compagnie, cheveux au vent, le jeudi, dans Paris Match. Tantôt Malraux, tantôt Delon. Et souvent « moi je ». Mais aussi « moi l'Autre ». Il serait malhonnête d'occulter cet engagement, cette main tendue à l'Autre, ce risque physique mis au service de l'Autre. »

— Blessures, Paul Amar, 2014
En 2014, Les Inrockuptibles note : « Si la posture d’intellectuel ultra médiatique et moraliste de BHL a très vite suscité l’animosité, Internet a considérablement amplifié le phénomène en rendant visibles toutes les petites et grandes humiliations qu’a connues le philosophe ».
En juillet 2017, le journal Le Monde diplomatique a mis en ligne à disposition gratuite du public son fonds d'archives consacré à Bernard-Henri Lévy. L'association Acrimed tient également à jour un volumineux dossier critique sur le philosophe.

### Critiques de l'œuvre
À l'occasion de la sortie de La Barbarie à visage humain, le philosophe Gilles Deleuze portait un jugement négatif sur l'œuvre du jeune écrivain, qui se serait livré à des rapprochements hâtifs, parfois « ignobles ». Plus généralement, à propos des nouveaux philosophes, Deleuze écrit : « Je crois que leur pensée est nulle. Je vois deux raisons possibles à cette nullité. D’abord ils procèdent par gros concepts, aussi gros que des dents creuses, LA loi, LE pouvoir, LE maître, LE monde, LA rébellion, LA foi, etc. Ils peuvent faire ainsi des mélanges grotesques, des dualismes sommaires, la loi et le rebelle, le pouvoir et l’ange. En même temps, plus le contenu de pensée est faible, plus le penseur prend d’importance, plus le sujet d’énonciation se donne de l’importance par rapport aux énoncés vides ».
La prise de liberté avec la vérité et les faits inspire un reproche formulé par exemple par l’historien Pierre Vidal-Naquet et par le philosophe Cornelius Castoriadis à propos de son livre Le Testament de Dieu, publié en 1978. BHL y citait, par exemple, le témoignage aux procès de Nuremberg de Heinrich Himmler, alors que celui-ci s'était suicidé lors de sa capture. Dans un article du Nouvel Observateur daté du 9 juillet 1979, Cornelius Castoriadis, admettant sa perplexité devant le « phénomène BHL », écrivait : « Sous quelles conditions sociologiques et anthropologiques, dans un pays de vieille et grande culture, un « auteur » peut-il se permettre d’écrire n’importe quoi, la « critique » le porter aux nues, le public le suivre docilement — et ceux qui dévoilent l’imposture, sans nullement être réduits au silence ou emprisonnés, n’avoir aucun écho effectif ? » Castoriadis ajoutait néanmoins : « Que cette camelote doive passer de mode, c’est certain : elle est, comme tous les produits contemporains, à obsolescence incorporée. »
Le sociologue et philosophe Raymond Aron a consacré dans L'Express un article particulièrement critique envers l'essai L'idéologie française de BHL, paru en 1981. Aron reproche à Lévy d'aborder des questions qui exigent rigueur et subtilité — tel l'antisémitisme en France — en se livrant à une lecture unilatérale de l'histoire française et à des généralisations manquant d'équilibre et de sens du jugement politique. Ces critiques sont également formulées par Pierre Nora, Emmanuel Le Roy Ladurie, Léon Poliakov, Bertrand Poirot-Delpech et Paul Thibaud,,,,. Dans son étude sur « le syndrome de Vichy », l'historien Henry Rousso évoque L'idéologie française de Bernard-Henry Lévy, auteur « critiqué […] pour son incompétence historique, ses amalgames et syllogismes grossiers », comme « un brûlot maladroit, où le ton inquisitorial et péremptoire ne peut faire oublier que Lévy appartient après tout à cette cohorte des ci-devant marxistes, dont la rupture de ban s'est déroulée dans le même vacarme que leurs noces ».
Le sinologue Simon Leys a critiqué l'ouvrage de Bernard-Henri Lévy Impressions d'Asie en reprochant au texte de n'être qu'un commentaire, constitué de platitudes, des photographies de l'ouvrage, dues à Guy Bouchet, et qui en sont le seul intérêt.
Le philosophe Jacques Bouveresse critique des approximations d'une certaine « philosophie française », qui reposerait plus sur des rapprochements hasardeux que sur des raisonnements construits.
Selon les auteurs d'une enquête sur BHL, Nicolas Beau et Olivier Toscer, l'épouse de Daniel Pearl reprocherait à BHL à propos de son « romanquête » Qui a tué Daniel Pearl ? un « viol littéraire ». Mme Pearl a déclaré au sujet de Bernard-Henri Lévy qu'il était un homme dont « l'ego détruit l'intelligence ».
Le spécialiste du sous-continent indien, journaliste au Guardian et historien William Dalrymple a publié dans The New York Review of Books puis dans Le Monde diplomatique une critique sévère du « romanquête » de BHL sur l'assassinat de Daniel Pearl. Il y accuse notamment Bernard-Henri Lévy de confondre certaines villes, ainsi que de donner une image détestable de l'islam. Celui-ci a obtenu un droit de réponse où il répond aux critiques de son contradicteur ; il souligne notamment avoir donné un point de vue plutôt élogieux sur l'islam dans le dernier chapitre de son ouvrage. Ce droit de réponse a, à son tour, suscité une réponse de Dalrymple, toujours dans Le Monde diplomatique.
Son livre American Vertigo, sous-titré Voyage dans les pas de Tocqueville, reçut un accueil partagé dans les médias français et fut largement moqué par la presse américaine, des libraires français, Le Monde et Le Monde diplomatique. Un éditorialiste de The Economist parle même « du pire livre jamais écrit sur les États-Unis ». À la suite de cet ouvrage, un procès fictif lui fut intenté dans un théâtre parisien avec la participation du journaliste Daniel Mermet.
Le 8 février 2010, deux jours avant la sortie de son ouvrage De la guerre en philosophie, la journaliste Aude Lancelin révèle sur le site littéraire du Nouvel Observateur que Lévy s’y réfère à un philosophe fictif, Jean-Baptiste Botul (inventé par le journaliste du Canard enchaîné Frédéric Pagès), pour appuyer ses critiques sur Emmanuel Kant. Citant BHL, selon qui Jean-Baptiste Botul aurait définitivement démontré « au lendemain de la seconde guerre mondiale, dans sa série de conférences aux néokantiens du Paraguay, que leur héros était un faux abstrait, un pur esprit de pure apparence », elle écrit notamment « Seul problème, Jean-Baptiste Botul n'a jamais existé. Pas plus que ses conférences dans la pampa, auxquelles BHL se réfère avec l'autorité du cuistre ». Ces révélations sur le manque de sérieux des méthodes de travail du philosophe provoquent une vague de commentaires consternés et ironiques dans la presse. Frédéric Pagès commente : « La Vie sexuelle d'Emmanuel Kant raconte l'histoire farfelue d'une communauté d'Allemands de Königsberg (devenue Kaliningrad) ayant fui au Paraguay pour constituer une colonie strictement régie par la philosophie kantienne. Cela aurait dû l'alerter. Cela pose une question sur sa façon de travailler. » Bernard-Henri Levy reconnaît l'erreur et écrit « Chapeau pour ce Kant inventé mais plus vrai que nature et dont le portrait, qu’il soit donc signé Botul, Pagès ou Tartempion, me semble toujours aussi raccord avec mon idée d’un Kant […] tourmenté par des démons moins conceptuels qu'il y paraît,. » Cet ouvrage a reçu le 30 juin 2010 le Prix Botul, Bernard-Henri Lévy ayant (bien qu'absent ce jour-là) accepté de faire partie du jury, condition nécessaire pour le recevoir.

### Critiques de l'engagement politique
En 1977, Lévy déclare à propos d'une éventuelle arrivée des communistes au pouvoir en France : « je serais le premier écrivain français à faire à mon gouvernement cet affront qui n'a jamais été fait depuis qu'il y a de la littérature en France, qui est de changer de nationalité ».
Il écrit à propos de l'argent : « la vertu qu’il a de substituer le commerce à la guerre, la frontière ouverte aux univers fermés ; le temps de la négociation, de la transaction, du compromis, qui succède, grâce à lui, à celui de l’impatience, de la violence, du troc, de la rapine, du tout ou rien, du fanatisme ». Cette phrase peut sembler en contradiction avec celle, tenue au Congrès d'Épinay du 13 juin 1971, qui dénonçait : « toutes les puissances de l’argent, l’argent qui corrompt, l’argent qui achète, l’argent qui tue, l’argent qui ruine, et l’argent qui pourrit jusqu’à la conscience des hommes ».
En 1985, Bernard-Henri Lévy, Revel et Glucksmann signent une pétition pour encourager Ronald Reagan à continuer à soutenir les Contras au Nicaragua. Ceux-ci s'illustreront dans des crimes de guerre et ceci débouchera sur un scandale majeur de l'ère Reagan : l'affaire Iran-Contra,.
Selon le journaliste Serge Halimi, BHL représenterait une certaine forme d'oligarchie au sein du Parti socialiste.
Appuyé par une citation de Manuel Valls au sujet d'un ouvrage de Bernard-Henri Lévy censé évoquer la réforme du parti socialiste, le rédacteur en chef du Monde diplomatique, Serge Halimi, l'accuse également de n'avoir aucun attrait pour l'aspect social du socialisme, pourtant consubstantiel au mouvement, et de préférer Mai 68 au Front populaire. Il avoue lui-même que : « Oui, c’est vrai, je me suis plus intéressé à la misère bosniaque qu’à la misère au coin de la rue. Je suis un peu sourd à la question sociale. Que voulez-vous, on écrit avec son intelligence et son inconscient ».
En 2007, il soutient publiquement la candidature aux élections législatives de l'ancien maire de Grenoble Alain Carignon, après que celui-ci a purgé une peine de plusieurs années de prison ferme pour diverses affaires de corruption, attitude qui suscite de fortes critiques.
Son rôle et son soutien dans l'intervention militaire française en Libye en 2011, décidée par Nicolas Sarkozy et qui a mené jusqu'à la mort de Kadhafi et à la destitution de son régime politique, ont été souvent critiqués et le sont encore, notamment au sujet du chaos qui sévit en Libye depuis, et qui a permis l'éclosion de nombreuses cellules islamistes,,.

### Critiques de la relation aux médias
Le sociologue Pierre Bourdieu lui a reproché de côtoyer Jean-Luc Lagardère, homme influent du monde des médias et de l’industrie de l’armement. Il lui trouve également une certaine posture de faussaire, de faux intellectuel médiatique, qui lui servirait à associer son image à celle d'universitaires aux recherches émérites,[source insuffisante].
Dans un article pro-géorgien consacré au Conflit russo-géorgien de 2008 publié par le Corriere della Sera, El Mundo, Expressen, The Huffington Post et la Frankfurter Allgemeine Zeitung, Lévy prétendait notamment qu'il s'était rendu à Gori, entre autres allégations démenties par la suite par Rue89,.
Bernard-Henri Lévy ayant en l'occurrence confondu Bernard Cassen avec Pierre Cassen, l'ancien directeur général du Diplo dès lors incriminé à tort réplique par une lettre au directeur du Monde :

« On aurait cependant attendu de M. Lévy, qui a très souvent signé dans le quotidien, qu'il respecte les normes minimales de la profession, et tout particulièrement celles inscrites dans la « Charte d'éthique et de déontologie du groupe Le Monde ». Celle-ci stipule notamment que « Les journalistes disposent des moyens nécessaires pour exercer rigoureusement leur métier, collecter et vérifier les informations, indépendamment de toute pression extérieure. Ils s'interdisent toute manipulation et plagiat, ne relaient pas les rumeurs, évitent le sensationnalisme, les approximations et les partis pris. Ils doivent éviter tout lien d'intérêt avec les acteurs des secteurs sur lesquels ils écrivent, et s'engagent à déclarer tout conflit d'intérêts ». »

Toujours en 2010, BHL fustige le journaliste Frédéric Taddeï dans un Bloc-Notes du Point pour avoir invité l'humoriste condamné pour antisémitisme Dieudonné, article auquel Taddeï réplique dans un droit de réponse.
BHL est aussi régulièrement accusé de se mettre personnellement en avant dans ses reportages, ce qui a été particulièrement relevé dans son film Le Serment de Tobrouk. Il a également fait financer sur des budgets publics plusieurs documentaires sur lui-même, en particulier un documentaire racontant la rénovation de sa villa de Tanger, financé par France 5, ainsi qu'un autre sur la tournée de sa pièce Looking for Europe, financé à hauteur de 730 000 € entièrement par les chaînes françaises, dont 200 000 € d'Arte, dont il occupe depuis 1993 la présidence du conseil de surveillance et qu'il devait quitter au plus tard en 2024,. Le 24 juin 2024, Arte modifie ses statuts pour offrir à BHL de présider le conseil de surveillance cinq années supplémentaires.

### Critiques du personnage
Bernard-Henri Lévy a été, plus que n'importe quelle autre personnalité publique, victime d'entartages en Belgique et en France (on compte huit « attentats pâtissiers » entre 1985 et 2015). Lors du premier en 1985, il renversa son agresseur, Noël Godin, pour lui intimer ensuite, alors que celui-ci était maintenu au sol par plusieurs hommes : « Lève-toi ! Lève-toi vite, ou je t'écrase la gueule à coups de talon ! » Cette réaction, filmée, a été largement diffusée et moquée, notamment par Coluche et Pierre Desproges, pour qui elle révèle « la vraie nature des cuistres » ; elle lui a également valu une chanson de Renaud, L'Entarté.
Le 10 mai 2017, il est entarté à Belgrade lors de la présentation de son film Peshmerga par des militants du groupe communiste serbe SKOJ.

### Bernard-Henri Lévy et la Françafrique

#### Becob
De 1995 à 1997, BHL prend les rênes de la Becob, société d'importation de bois précieux africain, l’affaire familiale qu’il codirigeait de fait depuis plusieurs années et dont Guy Carlier était le directeur financier de la fin des années 1970 jusqu'à 1982. La Becob opérait en Côte d'Ivoire, au Gabon, au Cameroun. En mars 1998, le magazine Entrevue décide d’envoyer une équipe enquêter sur la Becob, mais leur reportage ne sera jamais publié, BHL étant intervenu directement auprès de Jean-Luc Lagardère, propriétaire du journal, pour faire passer le reportage à la trappe.
Dans un de ses spectacles en 2005, Dieudonné attaque Bernard-Henri Lévy : « Ses milliards, il les a gagnés dans le commerce du bois précieux africain. Sur place, les gens n'ont plus de bois, ni de milliards. Il leur a tout volé ! » Bernard-Henri Lévy répond en dénonçant l'antisémitisme de Dieudonné et Dieudonné réagit par une nouvelle provocation.
En 1997, la Becob est vendue au groupe Pinault sur la base d'une valorisation d'environ 800 millions de francs.

#### Désinformation en Algérie
Pendant l'automne 1997, sous l'impulsion du président Liamine Zéroual, le gouvernement algérien souhaite redorer son image de marque à la suite d'une série de massacres. Jack Lang et le ministre des affaires étrangères françaises Hubert Védrine soutiennent alors le régime algérien. Hubert Védrine contacte Bernard-Henri Lévy qu'il connaît bien, et le recommande en Algérie pour en donner une meilleure image sous l'égide du journal Le Monde dirigé par ses « amis fidèles » Jean-Marie Colombani, qui s'est distingué pour avoir fait publier des articles de désinformation sur le génocide des Tutsis au Rwanda, et par le directeur de rédaction Edwy Plenel.
En 1998, il publie en janvier dans le journal Le Monde deux témoignages de voyage sur la guerre civile et le terrorisme qui ravagent l'Algérie,. Ces deux textes dénoncent et accusent l'islamisme radical et ses militants d'être responsables des massacres perpétrés, mais passent complètement sous silence les exactions commises par le régime algérien. Ils déclenchent de vives polémiques tant en France qu'en Algérie en particulier de la part de François Gèze et Pierre Vidal-Naquet,.

#### Critiques du discours de Nicolas Sarkozy à l'université de Dakar
En octobre 2007, à l'occasion de la sortie de son livre sur le Parti socialiste Ce grand cadavre à la renverse, Bernard-Henri Levy a attaqué vivement Nicolas Sarkozy en fustigeant son « Discours de Dakar » et son rédacteur, le conseiller du président de la République, Henri Guaino : « L'homme africain », disait le texte, « n'est pas assez entré dans l'Histoire. Jamais il ne s'élance vers l'avenir. Dans cet univers où la nature commande tout, il n'y a de place ni pour l'aventure humaine, ni pour l'idée de progrès. » Il dira : « C'est un discours raciste ». « BHL est un petit con prétentieux », lui répliquera le conseiller.

## Affaires judiciaires

### Avril 2013: Diffamation
En avril 2013, il est condamné pour avoir diffamé le Bloc identitaire dans un article paru dans Le Point. Dans ses propos, il traçait un lien direct entre ce mouvement politique et Unité radicale, groupe dont Maxime Brunerie, condamné à 10 ans de prison pour tentative d'assassinat sur Jacques Chirac en 2002, était proche. Le tribunal a estimé que ces « raccourcis et amalgames » avaient un « indubitable caractère diffamatoire »,.
Pour ce même article, la 17e chambre correctionnelle du TGI de Paris, dans un jugement du 23 avril 2013, a reconnu Bernard-Henri Lévy « complice du délit de diffamation publique envers un particulier ». Elle a estimé que Franz-Olivier Giesbert, qui avait publié le texte diffamatoire, s’était rendu, en qualité de directeur de la publication, « coupable » du même délit de diffamation publique. Les deux prévenus, reconnus « auteur et complice du délit de diffamation publique envers un particulier », sont condamnés chacun à une amende de 1 000 euros « qui, pour Bernard-Henri Lévy — dont le casier judiciaire ne porte trace d’aucune condamnation, à la différence de Franz-Olivier Giesbert — sera assortie du sursis ».

### Février 2025: Accusation de financement par Arte
Le 13 février 2025, après un signalement du député apparenté à La France insoumise (LFI) Aymeric Caron, une enquête pour prise illégale d’intérêts a été ouverte au sujet du financement par Arte des documentaires de Bernard-Henri Lévy, alors que ce dernier est président du conseil de surveillance de la chaîne. Bernard-Henri Lévy, président du conseil de surveillance d’Arte France depuis 1993, a pu bénéficier, pendant ses 31 années de mandat, d’un soutien substantiel de la chaîne pour le financement de ses œuvres audiovisuelles et cinématographiques, soit un montant cumulé de 750 000 euros entre 2011 et 2022, précise le député dans son signalement. Entre 1996 et 2022, Bernard-Henri Lévy a bénéficié du soutien financier d’Arte France pour la production de ses films. Cette dernière a versé 250 000 euros pour Peshmerga, 200 000 euros pour Le Serment de Tobrouk et Princesse Europe, 172 560 euros pour Le Jour et la Nuit (selon les informations de Capital), 100 000 euros pour Pourquoi l’Ukraine et 90 000 euros pour Irak : la bataille de Mossoul. Arte France a aussi acquis les droits de diffusion de Bosna ! en 2004, pour un montant de 68 700 euros. L’enquête a été confiée à la Direction régionale de la police judiciaire de la Préfecture de police de Paris,.

### Avril 2025: condamnation par contumace en Tunisie
Le 12 avril 2024, dans une enquête clôturée en Tunisie, Bernard-Henri Lévy est accusé d’entretenir des relations avec le lobbyiste et homme d'affaires tunisien Kamel Eltaïef et d’avoir intercédé pour empêcher la production de phosphate en Tunisie au profit d’autres pays de la région. On lui reproche également d’avoir propagé l’idéologie « maçonnique » par l’intermédiaire d’organisations caritatives et de personnalités tunisiennes inculpées dans le dossier, en plus d’œuvrer à la normalisation des relations entre la Tunisie et Israël et d’être « membre du Mossad », le service de renseignement israélien, le juge d’instruction estimant avoir des preuves suffisantes pour engager des poursuites.
En avril 2025, Bernard-Henri Lévy est accusé de « posséder des investissements en Tunisie sous des noms empruntés auprès de certains juifs tunisiens » et de « faire partie des agences masquées israéliennes, comme le Mossad, le Shin Bet et les Qayyun ». Son objectif serait de « nuire à l’économie tunisienne en vue de sa soumission à la normalisation avec l’entité sioniste. De plus, la personne soupçonnée, Bernard-Henri Levy, a adopté l’idéologie maçonnique ». Il est condamné par contumace le 19 avril 2025 à 33 ans de prison.
Cette condamnation se place dans le cadre d'un procès contre le complot contre la sûreté de l'État commencé il y a plus de deux ans à l'encontre d'une quarantaine de prévenus. Selon L'Humanité, qui évoque « un procès historique et ubuesque à la fois où le juge n’a même pas pris la peine de s’encombrer de réquisitoire ou de plaidoiries et de la défense », la présence de Bernard-Henri Lévy sur la liste des accusés « est justifiée par des arguments qui relèvent à la fois du complotisme et de l’antisémitisme. ».

## Publications et réalisations

### Livres
- Bangla Desh, Nationalisme dans la révolution, 1973 (réédité sous le titre Les Indes rouges, 1985)
- La Barbarie à visage humain, Paris, Grasset, 1977 (ISBN 2-246-00498-5)
- Le Testament de Dieu, 1979
- L'Idéologie française, 1981
- Questions de principe I, 1983
- Le Diable en tête, 1984
- Impressions d'Asie, 1985
- Questions de principe II, 1986
- Éloge des intellectuels, 1988
- Les Derniers Jours de Charles Baudelaire, 1988
- Questions de principe III, la suite dans les idées, 1990
- Frank Stella, les années 80, 1990
- Les Aventures de la liberté, une histoire subjective des intellectuels, 1991
- César, celui qui était trop gai, 1991
- Le Jugement dernier, 1992
- Questions de principe IV, Idées fixes, 1992
- L'Art de Piero della Francesca et de Mondrian, 1992
- Les Hommes et les Femmes (avec Françoise Giroud), 1993
- La Pureté dangereuse, 1994
- Questions de principe V, Blocs-notes, 1995
- Le Lys et la Cendre, 1996
- Comédie, 1997
- Questions de principe VI avec Salman Rushdie 1998
- Questions de principe VII, Mémoire vive, 2001
- Le Siècle de Sartre, 2000
- Réflexions sur la Guerre, le Mal et la fin de l’Histoire, 2001
- « Rapport au Président de la République et au Premier Ministre sur la participation de la France à la reconstruction de l’Afghanistan », 2002
- Qui a tué Daniel Pearl ?, 2003 - Prix Livres et Droits de l'Homme de la ville de Nancy 2003[207]
- Questions de principe VIII, jours de colère 2004
- Questions de principe IX Récidives, 2004
- American Vertigo, 2006
- Questions de principe X, Ici et ailleurs, 2007
- Ce grand cadavre à la renverse, 2007
- La Mémoire, l'Oubli, Solitude d'Israël, 2007 Enregistrement du débat public à Jérusalem, avec Benny Lévy et Alain Finkielkraut, sur CD audio.
- Ennemis publics, 2008 Correspondance entre Michel Houellebecq et BHL.
- De la guerre en philosophie, 2010  (ISBN 978-2246767213) Prix Botul 2010
- Autour de Camus, 2010 Table ronde à l'Auditorium du Monde, avec Jean Daniel et Michel Onfray, sur CD audio.
- Pièces d’identité, 2010  (ISBN 978-2-246-76791-6) - Prix Saint-Simon 2010[208]
- La Guerre sans l'aimer, 2011, Paris, Grasset
- Les Aventures de la vérité. Peinture et philosophie, un récit, 2013, Paris, Grasset
- Hôtel Europe, 2014, Paris, Grasset
- L'Esprit du judaïsme, 2016, Paris, Grasset[209]
- Questions de principe XIII, Qui a peur du XXIe siècle ?, 2017
- L'Empire et les cinq rois, 2018, Paris, Grasset[210]
- Questions de principe XIV, L'Œil du Cyclone, 2018[211]
- Ce virus qui rend fou, 2020, Paris, Grasset[212]
- Sur la route des hommes sans nom, 2021, Paris, Grasset[213]
- Solitude d'Israël, 2024, Paris, Grasset[214]
- Questions de principe XV, Avis de tempête, 2024[215]
- Nuit blanche, 2025, Paris, Grasset  (ISBN 978-2-246-84144-9)[108]

### Films
Bernard-Henri Lévy a fondé et présidé la société de production Les Films du Lendemain, qui après avoir essentiellement servi à produire ses propres films dépose le bilan en 2012. Il a souvent collaboré avec son épouse la comédienne Arielle Dombasle (dont il produit aussi les disques), ou le documentariste Marc Roussel pour les documentaires. Il a également dirigé la Commission des Avance sur Recettes du Centre national du cinéma et de l'image animée et figure au conseil d’administration d'un certain nombre de grands groupes médiatiques (notamment président du conseil de surveillance d’Arte France depuis 1993) ; or, ces différentes institutions ont souvent financé les films de BHL, avec des montants très largement supérieurs à la normale en dépit de pertes aussi systématiques que prévisibles, attirant là aussi des critiques pour ce mélange des genres pouvant confiner au conflit d'intérêts, menant à une enquête en 2025.
Bernard-Henri Lévy est le seul réalisateur à avoir trois films classés parmi les 10 « pires films de tous les temps » sur le site Allociné, et bénéficie de plusieurs pages sur le site spécialisé Nanarland.
- Aurélien, de Michel Favart, 1978, acteur[221]
- Partir, revenir, de Claude Lelouch, 1985, acteur (lui-même)[222]
- Bosna !, 1994, coréalisateur
- Le Jour et la Nuit, 1997, réalisateur, scénariste et coproducteur
- Serbie, année zéro, de Goran Marković, 2001, acteur
- Ma mère, de Christophe Honoré, 2004, coproducteur
- American Vertigo, de Michko Netchak, 2007, d'après son œuvre
- Bernard-Henri Lévy, La Déraison Dans L'Histoire, de Éric Dahan, 2008
- Le Serment de Tobrouk, de Bernard-Henri Lévy et Marc Roussel, documentaire, 2012
- Peshmerga, de Bernard-Henri Lévy, documentaire, 2016[223]
- La Bataille de Mossoul, de Bernard-Henri Lévy, documentaire, 2017
- Princesse Europe, de Camille Lotteau, documentaire, 2020
- Une autre idée du monde, de Bernard-Henri Lévy et Marc Roussel, documentaire, 2021
- Pourquoi l'Ukraine, de Bernard-Henri Lévy et Marc Roussel, documentaire, 2022
- Slava Ukraini, de Bernard-Henri Lévy et Marc Roussel, documentaire, 2023
- L'Ukraine au cœur, de Bernard-Henri Lévy et Marc Roussel, documentaire, 2023
- Notre Guerre, de Bernard-Henri Lévy et Marc Roussel, documentaire, 2025

### Théâtre
- Le Jugement dernier, au Théâtre de l'Atelier, 1992[224][réf. obsolète]
- Hôtel Europe, au Théâtre de l'Atelier, 2014[225]. La pièce sera arrêtée prématurément faute de spectateurs[226].
- Looking for Europe, tournée des théâtres européens, 2019[227]